# CROSS EPOCH
크로스 에포크(CROSS EPOCH)는 토리야마 아키라와 오다 에이치로가 합작한 만화 작품이다.
두 작가의 대표작인 드래곤 볼과 원피스의 크로스오버 작품으로, 2006년 12월 25일자 주간 소년 점프에 게재되었다.